# Stanley Park Stadium
Stanley Park Stadium var den tillfälliga titeln för den nya fotbollsarena som planerades i Stanley Park i Liverpool i England. Stadion godkändes först för byggning i februari 2003, med en kapacitet för omkring 60 000 åskådare. Senare utvecklingar gjorde dock att stadions design skulle ändras för att få plats för mer än 78 000 åskådare. Liverpool FC:s ägare beslutade senare att arenan inte skulle byggas utan att klubbens gamla arena Anfield skulle renoveras i stället.

## Första planerna
Planerna lades fram av Liverpool FC för att byta ut deras existerande stadion Anfield, och bekräftades i maj 2002. På den tiden föreslogs kapaciteten vara 55 000 åskådare, men ändrades senare till 61 000. Den ursprungliga idén var på en stadion med plats för 70 000 åskådare som skulle kosta runt 200 miljoner pund och vara färdig till säsongen 2004/05.
Några försök av de lokala myndigheterna för att få en bandelning med de lokala rivalerna Everton fanns. Detta avvisades dock till slut. En bandelning var inte populärt av något av lagens fans. Namnet "Stanley Park Stadium" föreslogs för att uppnå en delning.
Planerna, från början godkända i februari 2005, togs upp till stadsrådet i Liverpool en andra gång tolv månader därefter, för försäkra sig om att stadion höll sig inom de nya reguleringsplanerna. Det bekräftades den 11 april 2006 att planen fortsatte utan kommentarer. Den 8 september 2006 fick Liverpool FC grönt ljus från stadsrådet för att en utveckling av stadion till 60 000 platser, och fick ett 999 år långt kontrakt på området.

## Ändringar
Efter att George N. Gillett Jr. och Tom Hicks tog över Liverpool FC den 6 februari 2007 kom beskedet att stadion skulle vara påbörjat "ganska snart" med en kostnad av 215 miljoner pund för den första fasen. När Gillett tillfrågades om han funderade över att sälja namnrättigheterna till stadion, svarade han "If the naming rights are worth one great player a year in transfer spending, we will certainly look at that as a serious option.".
Design och utveckling av stadion genomfördes under våren 2007, och byggnationen skulle påbörjas i juli 2007, vilket senare sköts upp.
Den 14 mars 2007 rapporterades möjligheterna för en ökad kapacitet till 80 000 åskådare, något som skulle göra stadion större än Wembley Stadium och Old Trafford. Detta nekades av Ricky Parry.